# Werner Maibaum
Werner Maibaum (* 1928 in Hannover; † 23. Juli 2007 in Köln) war ein deutscher Historiker.

## Wirken
Werner Maibaum studierte Geschichtswissenschaft an den Universitäten in Göttingen, Freiburg/Br. und Marburg. Im Jahre 1955 promovierte er an der Universität Marburg bei Ludwig Dehio. Nach kurzer Assistententätigkeit bei dem Philosophen Joseph Maria Bocheński an der Universität Fribourg/Schweiz (1956/57) wurde Maibaum 1957 Mitarbeiter der Bundeszentrale für Heimatdienst (seit 1963: Bundeszentrale für Politische Bildung) in Bonn. Hier war er zunächst als Redakteur der Fachzeitschrift „Aus Politik und Zeitgeschichte“ tätig. 1964 wurde er Leiter des Ostkollegs der Bundeszentrale für Politische Bildung in Köln. Dieses Amt hatte er bis 1992 inne. In dieser Funktion organisierte und leitete er zahlreiche Fortbildungstagungen, die sich mit den sozialistischen Staaten Osteuropas und der DDR beschäftigten.

## Schriften (Auswahl)
- Das publizistische Schaffen Paul Rohrbachs vor Ausbruch des ersten Weltkrieges. Dissertation Universität Marburg 1955.
- Geschichte und Geschichtsbewußtsein in der DDR. In: Rüdiger Thomas (Bearb.): Wissenschaft und Gesellschaft in der DDR. Hanser, München 1971, S. 187–207, ISBN 3-446-11492-0.
- Kommunistische Alternativen in Westeuropa. Klett, Stuttgart 1979, ISBN 3-12-434400-X.
- (Hrsg., mit Andrea Helmig): Parteien und Wahlbündnisse in der DDR. Friedrich-Naumann-Stiftung, Königswinter 1990.
- (Hrsg.): Wissenschaft und politische Bildung. Aspekte der Auseinandersetzung mit dem gesellschaftlichen System der osteuropäischen Staaten, der DDR und Chinas (= Schriftenreihe/Bundeszentrale für Politische Bildung, Bd. 307). Ostkolleg der Bundeszentrale für Politische Bildung, Köln 1991, ISBN 3-89331-123-8.
- Geschichte der Deutschlandpolitik. Bundeszentrale für Politische Bildung, Bonn 1998, ISBN 3-89331-314-1.
- Ostkolleg der Bundeszentrale für Heimatdienst. Gründungsgeschichte und Aufbauphase. Bundeszentrale für Politische Bildung, Bonn 2003, ISBN 3-89331-542-X.

Außerdem zahlreiche Artikel in der von der Friedrich-Naumann-Stiftung herausgegebenen Zeitschrift „Liberal“, deren Redaktionsmitglied Maibaum während seines Ruhestandes war.